# Sint Anthonis
Sint Anthonis, Sint Tunnis en el dialecto local, es una ciudad en el municipio de Land van Cuijk de la provincia de Brabante Septentrional en los Países Bajos. El 30 de abril de 2017 contaba con una población de 11.595 habitantes, sobre una superficie de 98,90 km², de los que 0,21 km² corresponden a la superficie ocupada por el agua, con una densidad de 117 h/km².  
El lugar se cita ya a finales del siglo XV. Durante el Antiguo Régimen y hasta la ocupación de los Países Bajos por las tropas napoleónicas Sint Anthonis perteneció al señorío de Boxmeer. Posteriormente, ya como municipio independiente, adoptó el nombre de Sin Anthonis en Ledeacker hasta que en 1994, con la incorporación de la mayor parte del antiguo municipio de Wanroij, adoptó su actual nombre. Lo forman siete parroquias: Landhorst, Ledeacker, Oploo, Sint Anthonis, Stevensbeek, Wanroij y Westerbeek, junto con alguna aldea menor, conservando su carácter eminentemente agrícola.

## Galería de imágenes

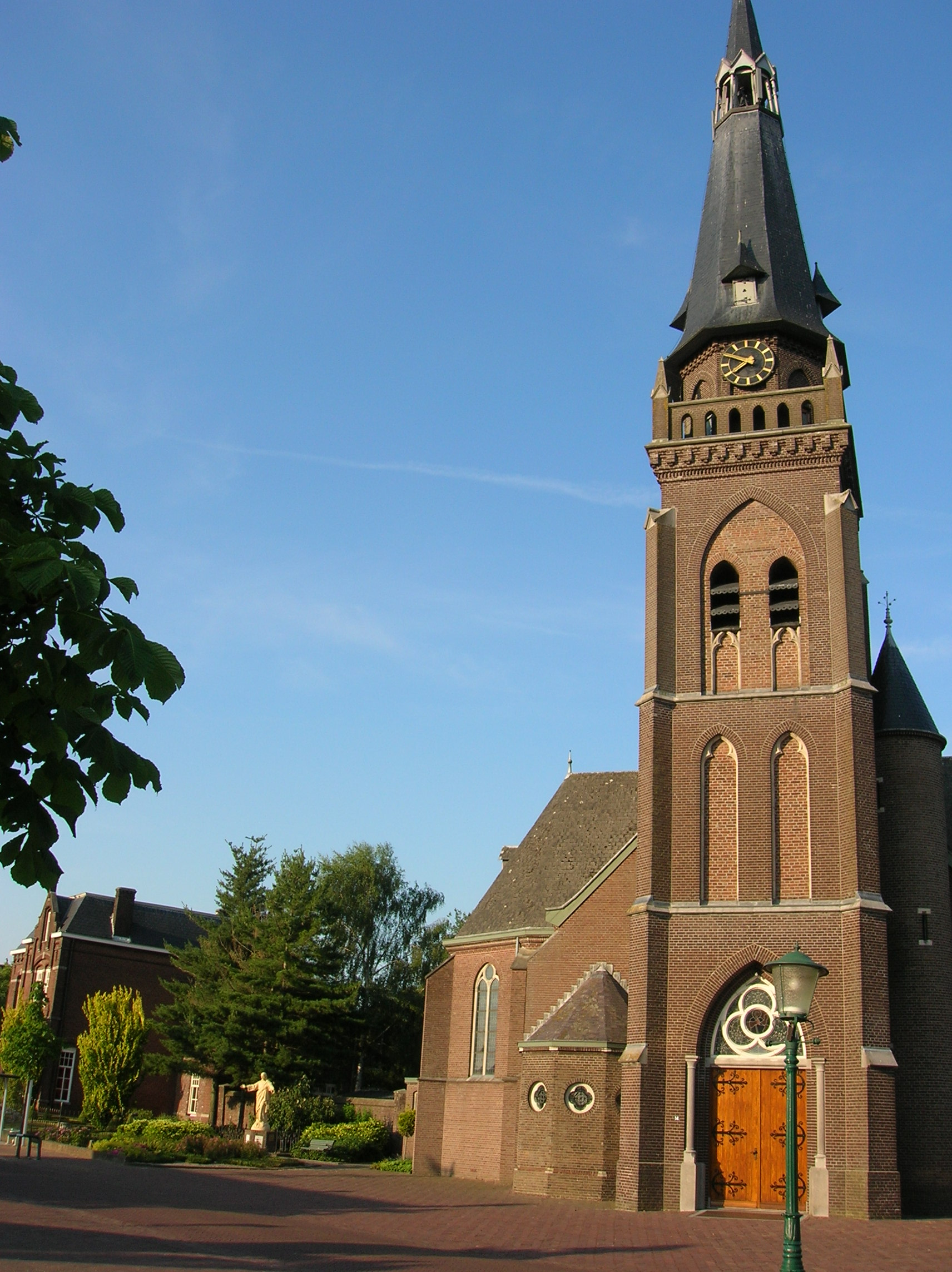
Oploo, iglesia de San Matías
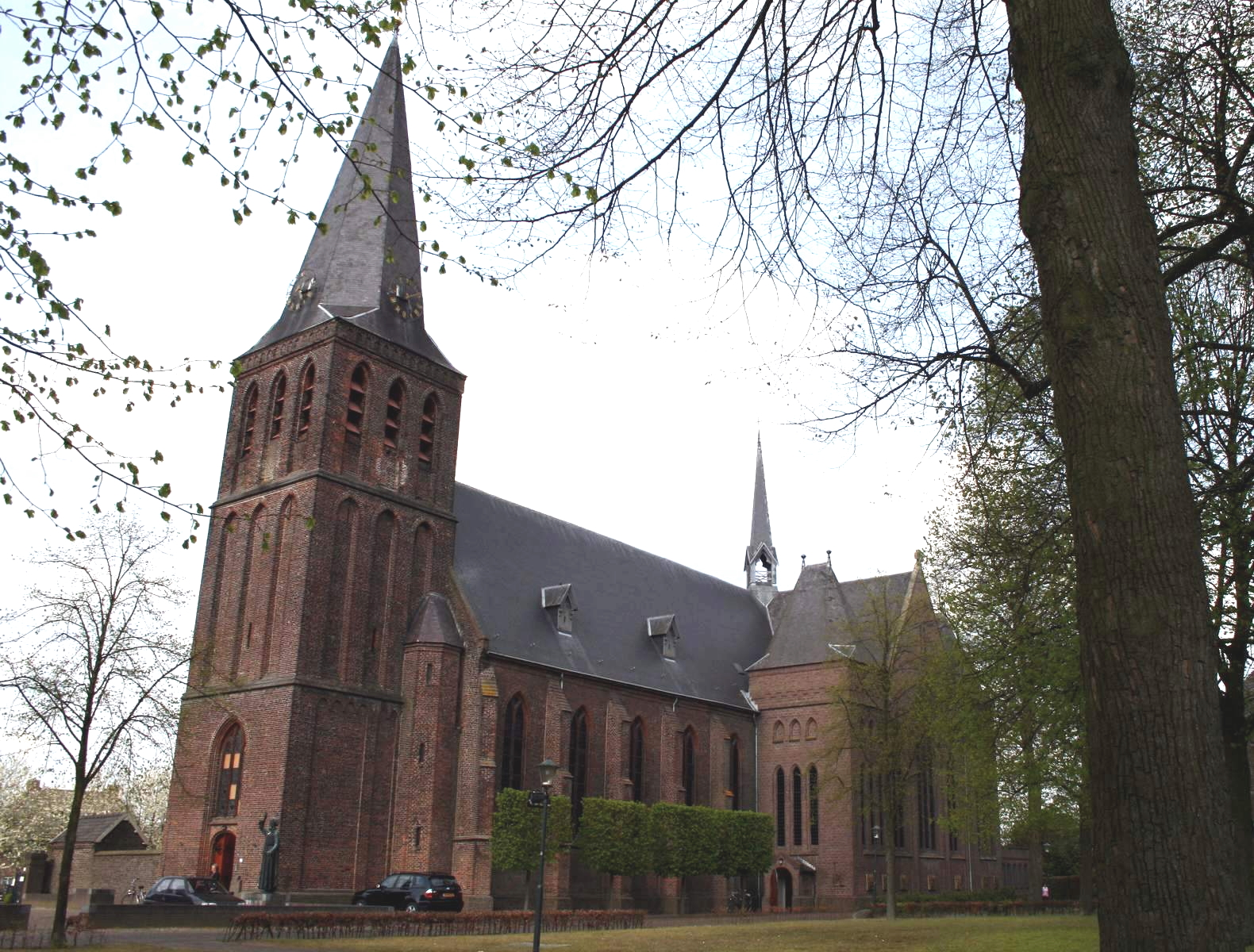
Sint Anthonis: iglesia católica de San Antonio Abad, siglo XV
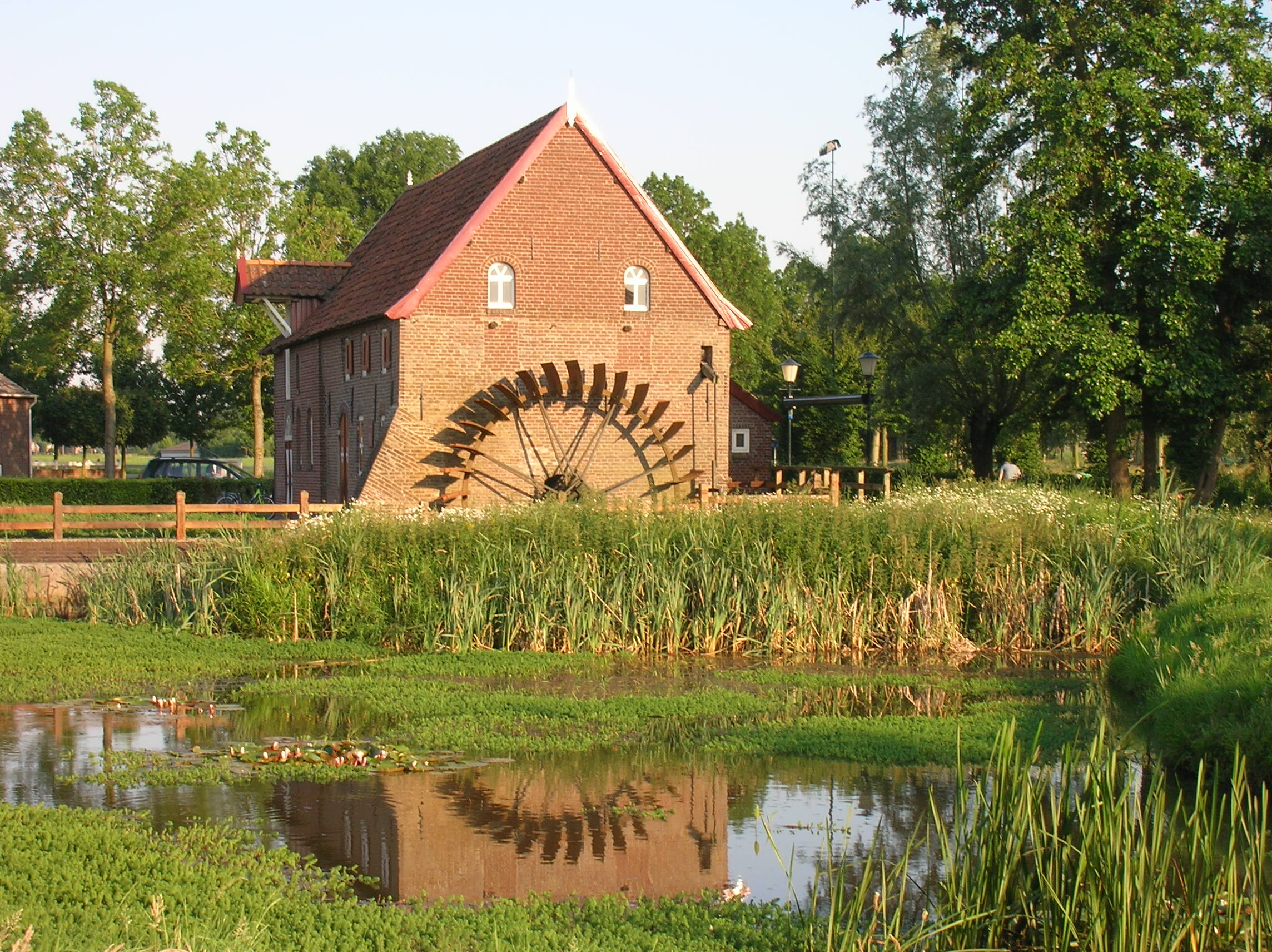
Oploo: molino de agua
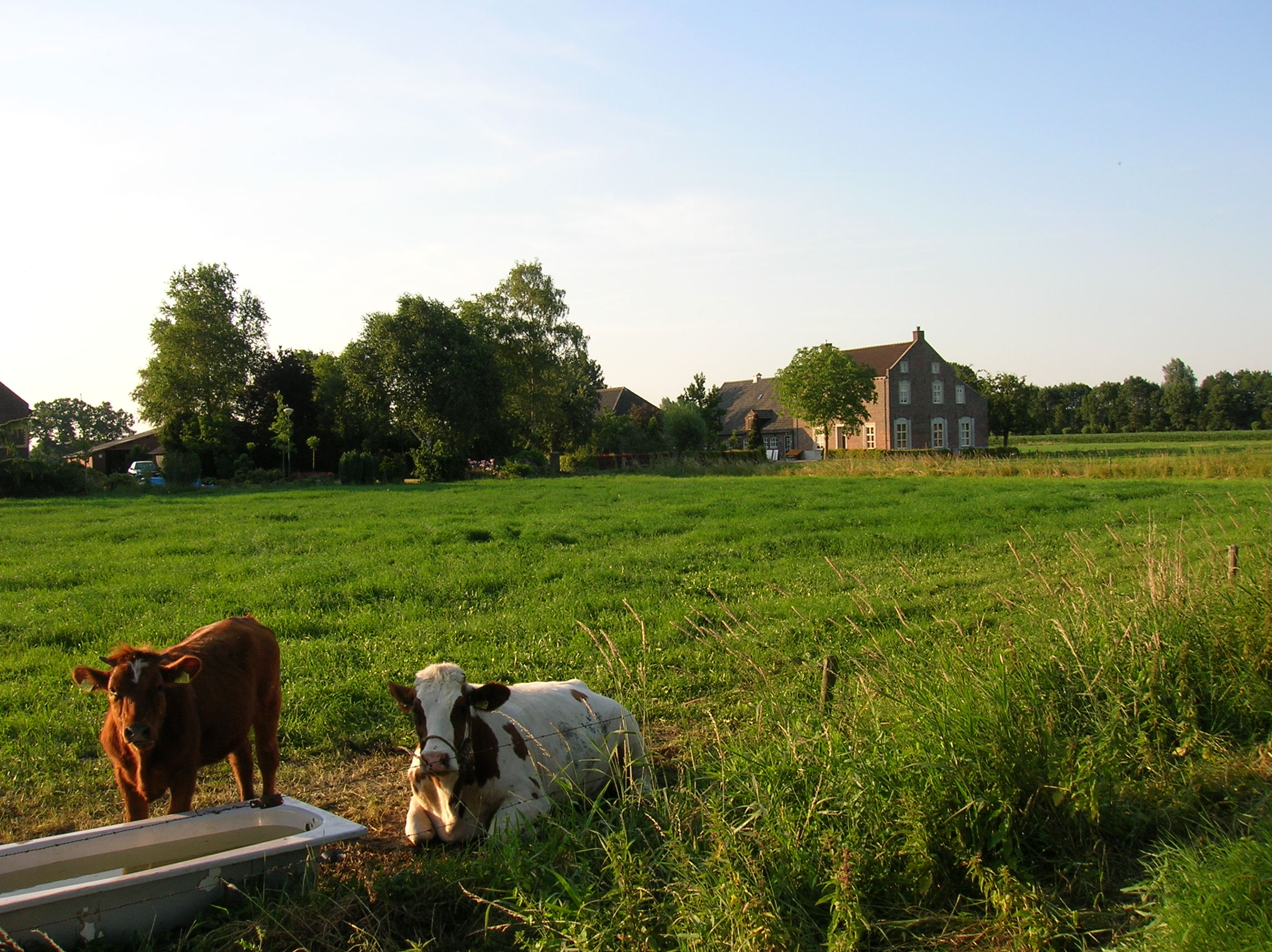
Granja en Oploo